# Ceratosoma amoenum
Ceratosoma amoenum is een slakkensoort uit de familie van de Chromodorididae. De wetenschappelijke naam van de soort is voor het eerst geldig gepubliceerd in 1886 door Cheeseman.